# Arron Monk
Arron Monk (* 15. April 1990 in Andover, Grafschaft Hampshire) ist ein englischer Dartspieler, der an Events der Professional Darts Corporation teilnimmt.

## Leben
Arron Monk ist der Sohn des ehemaligen Dartspielers Colin Monk.
Arron Monk gewann 2008 das New Kids on the Oche-Event - Nuts TVs letztes Dart-Turnier im Fernsehen.
Monk wurde bei den UK Open 2010 mit einer Gruppe junger Dartspieler bekannt, darunter Joe Cullen, William O’Connor und Reece Robinson. Er besiegte Nick Fullwell in der zweiten Runde, während er von seinem Vater angefeuert wurde. In der dritten Runde wurde er jedoch vom formstarken Denis Ovens besiegt, der das Halbfinale erreichte.
2011 gewann er das PDC World Youth Championship gegen Michael van Gerwen.
Monk nahm auch an der PDC Pro Tour teil. Monk qualifizierte sich für seine erste PDC-Weltmeisterschaft 2012, indem er Joe Cullen im PDPA-Qualifikationsspiel besiegte. Er hatte Pech mit der Auslosung für die erste Runde, als er gegen den Sieger des Players Championship Finales der vergangenen Wochen, Kevin Painter, spielte und mit 3: 1 geschlagen wurde. Im April gewann er einen Platz bei den Austrian Darts Open in Wien, indem er Paul Barham und Daniel Day in der britischen Qualifikation besiegte. Er spielte Raymond van Barneveld in der ersten Runde und verlor 6:4.  Bei den UK Open Monk hatte er einen 9:8-Sieg über Painter, bevor er in den letzten 32 gegen Paul Nicholson mit 3:9 verlor. Er qualifizierte sich auch für die dritten European Darts Open mit Siegen über Jack Hill und Chris Mason, verlor jedoch gegen Steve Brown 6:2 in der ersten Runde in Düsseldorf.  Im Oktober erreichte Monk zum ersten Mal das Halbfinale eines PDC-Events bei den 13. Players Championships des Jahres. Er besiegte Größen wie Dennis Priestley, Roland Scholten und Mark Webster, die alle in der Vergangenheit wichtige Titel gewonnen haben, bevor er 6:1 gegen Michael van Gerwen verlor. Monk setzte sich dann gegen John Part, Vincent van der Voort und Andy Hamilton durch, um das Viertelfinale des fünften European Tour Events des Jahres, des Dutch Darts Masters, zu erreichen.  Monk stand Paul Nicholson gegenüber und verlor mit 1:6 bei einem Durchschnitt von nur 69,39. Monk qualifizierte sich für den Grand Slam of Darts 2012, indem er den ersten Platz in der Order of Merit der PDC Unicorn Youth Tour belegte.  Er gewann zwei seiner drei Gruppenspiele, um Zweiter in der Tabelle zu werden und sich zum ersten Mal für die letzten 16 eines großen Turniers zu qualifizieren. Er spielte gegen Dean Winstanley und musste sich mit 5:10 geschlagen geben.
Monk erreichte bei seiner zweiten Weltmeisterschaft den 35. Platz in der ProTour Order of Merit 2012 und belegte den fünften von sechzehn Plätzen, die an nicht qualifizierte Spieler vergeben wurden. Er verlor mit 3:0 gegen Peter Wright in der ersten Runde. Monk wurde nach dem Ereignis auf Platz 45 der Welt geführt. Bei den UK Masters besiegte er Ian White und Mark Walsh beide mit 6:4, bevor er in der dritten Runde gegen Robert Thornton einen Match Dart verpasste und mit 5:6 verlor. Er wurde mit 6:4 von Ricky Evans im Halbfinale der U21-Weltmeisterschaft geschlagen, und verlor 2:5 gegen Gaz Cousins in der zweiten Runde der UK Open. Insgesamt erreichte er viermal im Jahr die Runde der letzten 16, kam aber nie weiter.
Monk unterlag Justin Pipe in der ersten Runde der Weltmeisterschaft 2014 0:3. Er verlor 5:4 gegen Karl Merchant in der zweiten Runde der UK Open. Monk hatte ein enttäuschendes Jahr, da er nicht über die letzten 32 eines Turniers hinauskommen konnte. Das einzige European Tour Event, für das er sich qualifizieren konnte, waren die Austrian Darts Open und dort wurde er in der ersten Runde von Stephen Bunting mit 6:1 geschlagen.
Monk erhielt von der DRA ein Verbot für rücksichtsloses Werfen von Darts und spielte daher erst wieder im September 2015 in Turnieren mit. Er gewann nur zwei Spiele in den neun Turnieren, an denen er teilnahm. Er fiel Ende des Jahres auf 145 in der Welt zurück und konnte seinen Platz auf der Tour über die Q School nicht zurückgewinnen.
Monk qualifizierte sich für die UK Open 2016 und besiegte Stewart Rattray mit 6:3 und Robert Thornton mit 6:4, bevor er in Runde drei mit 5:9 gegen Phil Taylor verlor. Er schied im Halbfinale des 13. Challenge Tour-Events von Michael Barnard aus, aber beim 14. Event wurde er noch besser, als er das Finale erreichte, in dem er gegen Richie Burnett mit 1:5 verlor.
Bei der PDC Qualifying School 2021 erreichte Monk die Final Stage. Dort gelang es ihm allerdings nicht, sich eine Tour Card zu sichern. Monk nahm daraufhin an der Challenge Tour sowie einigen Turnieren der WDF teil. So spielte er sich beim British Classic ins Halbfinale, wo er mit 4:5 gegen Rhys Hayden verlor.
Bei der Q-School 2022 ging Monk erneut an den Start. Über die Rangliste erspielte er sich dabei die Teilnahme an der Final Stage, welche er jedoch nicht erfolgreich absolvieren konnte und die Tour Card damit verfehlte. Somit nahm er 2023 erneut an der Q-School teil, wo er dank eines Tagessieges am letzten Tag der First Stage erneut an der Final Stage teilnahm. Am ersten Tag dieser Final Stage gewann Monk direkt das Finale, womit er sich erneut eine Tour Card für zwei Jahre erspielen konnte.
Seine nächste Pro Tour-Saison begann daraufhin mit einem Zweitrundeneinzug beim ersten European Tour-Event des Jahres, den Baltic Sea Darts Open und einem Zweitrundeneinzug bei den UK Open. Sein bestes Ergebnis bei den Players Championships waren zwei Achtelfinale, eine Qualifikation für ein weiteres Major-Turnier misslang jedoch. 2024 zog Monk in das Achtelfinale des zweiten Players Championship-Turniers ein. Bei den UK Open 2024 schied er jedoch ohne Sieg aus. Auf der Pro Tour schaffte er daraufhin kaum weitere Erfolge. Auch eine European Tour-Teilnahme rettete ihn nicht über Rang 86 in der Weltrangliste hinaus, womit er seine Tour Card nach zwei Jahren erneut verlor.
Bei der UK Q-School 2025 ging Monk somit erneut an den Start und durfte in der Final Stage starten. Er gewann dabei an den letzten beiden Tagen jeweils zwei Spiele, konnte sich damit aber keine Tour Card zurückerspielen.

## Weltmeisterschaftsresultate

### PDC
- 2012: 1. Runde (1:3-Niederlage gegen  Kevin Painter)
- 2013: 1. Runde (0:3-Niederlage gegen  Peter Wright)
- 2014: 1. Runde (0:3-Niederlage gegen  Justin Pipe)
- 2020: 1. Runde (0:3-Niederlage gegen  José Justicia)

### PDC-Junioren
- 2011: Sieger (6:4-Sieg gegen  Michael van Gerwen)
- 2012: 1. Runde (2:5-Niederlage gegen  Matthew Dicken)
- 2013: Achtelfinale (3:6-Niederlage gegen  Ricky Evans)

## Titel

### PDC
- Secondary Tour Events
  - PDC Development Tour
    - PDC Youth Tour 2012: 1, 3, 6, 11, 19, 20
- Weitere
  - 2008: New Kids On The Oche
  - 2011: PDC World Youth Championship

### Andere
- 2009: Mill Rythe Darts Festival
- 2010: Hampshire Open, Eastbourne Open
- 2011: Colin Monk Classic